# Matthieu (prénom)
Pour les articles homonymes, voir Mathieu et Matthieu.
Cette page présente le prénom Matthieu ainsi que ses variantes.
Mathieu et Matthieu sont des prénoms français. On trouve deux graphies principales : 
- Mathieu avec un seul « t »;

- Matthieu avec deux « t », la plus ancienne et en accord avec ses étymologies latine Matthaeus et grecque Matthaios (en grec moderne : Ματθαίος où τθ se transcrit tth)[1].

## Sens et origine du nom
L'anthroponyme Matthieu est la forme évoluée du latin ecclésiastique Matthaeus, latinisation du grec ancien Ματθαῖος, Matthaios, adaptation de la forme araméenne מָתַּי, Mattai, Mattay, abréviation de l'hébreu מַתִּתְיָהוּ, Mattithyahū. Ce dernier nom est composé des éléments מַתִּת, mattith « don » et יָהוּ, Yāhū, forme abrégée de יהוה, YHWH, le nom de Dieu en hébreu. Le sens originel de Matthieu est donc « don de Dieu », équivalent du grec Théodore, au féminin Dorothée, et du français Dieudonné.  
D’autres prénoms ont la même signification :
- Mahé (variante bretonne)
- Doriane
- Jonathan
- Mathias ou Matthias
- Mathis ou Matthis
- Nathanaël

Cette signification est aussi présente dans d’autres langues, comme le prénom slave Bogdan ou bien Bojidar, et également dans Bagdad, d'origine persane.

## Variantes linguistiques
- albanais : Methju ou Metju ou Mateu
- allemand : Matthäus ou Matthias (ou encore Mathias)
- alsacien : Matthes ou Mathes
- anglais : Matthew ou Mathew
- arabe : متى (Mattā) ou Saadi, Sady
- arménien : Մատթէոս (Mathéos)
- breton : Maz(h)ev, Mazeo, Mazé, Maheo, Mahé
- catalan : Mateu
- espagnol : Mateo
- espéranto : Mateo
- finnois : Matti
- français : Matthieu ou Mathieu, Matthieux ou Mathieux[3].
- grec : Ματθαίος
- hébreu : מַתִּתְיָהוּ (Mattathiaou)
- hollandais : Matthijs
- hongrois : Máté, Mátyás
- italien : Matteo
- japonais : "マテュー" ("Matyuu") ou "マチュー" ("Machuu")
- letton : Matejs, Matijs
- lituanien : Matas
- maori : Matiu
- occitan : Mateu, Matieu (diminutif : Mativet, Mativon, Matiron)
- polonais : Mateusz ou Maciej
- portugais : Mateus
- poitevin : Mattai,Matelu,Matàu
- roumain : Matei
- russe : Матвей (Matveï)
- tchèque : Matěj
- ukrainien : Матвій (Matvii)

## Fête et Saint patron
Matthieu (apôtre), (Ier siècle), ou Matthieu l’Évangéliste, saint patron des percepteurs, des comptables, des fiscalistes et des banquiers ; fêté le 21 septembre en Occident, le 16 novembre en Orient.

## Popularité
Le nom a connu une défaveur au milieu du XXe siècle et il est revenu à la mode après 1975.[réf. nécessaire]

## Personnalités portant le prénom Mathieu avec 1 "t"

### Personnalités
- Pour l'ensemble des articles sur les personnes portant ce prénom, consulter :
  - la liste des articles dont le titre commence par ce prénom
  - les listes produites par Wikidata : Liste des personnes de prénom « Mathieu » — même liste en incluant les éventuels prénoms composés qui contiennent « Mathieu ».
- Mathieu Ier de Lorraine (vers 1110 - 1176), duc de Lorraine ;
- Mathieu II de Lorraine (vers 1193 - 1251), fut duc de Lorraine ;
- Mathieu (cardinal, 1126)
- Mathieu de Foix-Castelbon († 1398), comte de Foix ;
- Mathieu de Foix-Comminges († 1453), comte de Comminges ;
- Mathieu Ier de Montmorency (v. 1100 – 1160), connétable de France ;
- Mathieu II de Montmorency ;
- Mathieu III de Montmorency (1228 - 1270) ;
- Mathieu de Montmorency-Laval (1766 - 1826), militaire et homme politique français ;
- Mathieu Ier Visconti (1250 - 1322), seigneur de Milan ;
- Mathieu d’Arras, un architecte gothique qui a travaillé sur le chantier de la cathédrale Saint-Guy de Prague ;
- Mathieu Sommet (1988-), vidéaste français, créateur et animateur de l'émission Salut les Geeks.

### Personnages de fiction
- Mateo Falcone, personnage de Prosper Mérimée ;* Mathieu Faber, héros de Cet obscur objet du désir de Luis Buñuel interprété par Fernando Rey ;
- Mathieu, personnage principal interprété par Philippe Garrel dans son film Les baisers de secours ;
- Mathieu, personnage principal du film Un Homme idéal, interprété par Pierre Niney.
- Mathieu, personnage dans la série Downton Abbey.

## Personnalités portant le prénom Matthieu avec 2 "t"

### Personnalités portant ce prénom
- Pour l'ensemble des articles sur les personnes portant ce prénom, consulter :
  - la liste des articles dont le titre commence par ce prénom
  - les listes produites par Wikidata : Liste des personnes de prénom « Mathieu » — même liste en incluant les éventuels prénoms composés qui contiennent « Mathieu ».

- Matta al-Maskine (+ ?) ou Matthieu le pauvre, abbé copte ;
- Matthieu, patriarche de Kiev et de toute la Rus' de 1201 à 1220.

### Personnages de fiction
- Matthieu, personnage principal de La Nuit de plomb (Die Nacht aus Blei (de) - 1956) de Hans Henny Jahnn ;
- Matthieu, personnage interprété par Romain Duris dans 17 fois Cécile Cassard de Christophe Honoré ;
- Matthieu, personnage interprété par Benoît Magimel dans Selon Matthieu de Xavier Beauvois ;

### Personnalités chrétiennes
- Dans certains contextes, « Saint Matthieu » désigne l’Évangile selon Matthieu.
- Matthieu, évêque de Troyes de la fin du XIIe siècle.
- Voir Saint Matthieu